# Olios formosus
Olios formosus är en spindelart som beskrevs av Banks 1929. Olios formosus ingår i släktet Olios och familjen jättekrabbspindlar.
Artens utbredningsområde är Panama. Inga underarter finns listade i Catalogue of Life.